# Dantu (cráter)
Dantu (/ˈdæntuː/) es un gran cráter en la superficie del planeta enano Ceres. Está marcado por un número de pequeñas faculae. 
El cráter recibe su nombre de Dantu, el dios del tiempo y la agricultura del pueblo Gã de Ghana y Togo.
Al oeste de Dantu se encuentra un cráter oscuro que podría ser el apodado "Piazzi" tras ser observada en 2001 por el telescopio espacial Hubble, inicialmente considerada un cráter hipotético y que actualmente es referida también como "región Piazzi".